# Родийтритербий
Ро̀дийтрите́рбий — бинарное неорганическое соединение, интерметаллид
тербия и родия
с формулой Tb3Rh,
серые кристаллы.

## Получение
- Спекание стехиометрических количеств чистых веществ:

{\displaystyle {\mathsf {3Tb+Rh\ {\xrightarrow {1050^{o}C}}\ Tb_{3}Rh}}}

## Физические свойства
Родийтритербий образует кристаллы ромбической сингонии, пространственная группа P nma, параметры ячейки a = 0,7156 нм, b = 0,9505 нм, c = 0,6308 нм, Z = 4,
структура типа карбида трижелеза Fe3C.
Соединение образуется по перитектической реакции при температуре ≈1050 °C.